# Sachiko Sugiyama
Sachiko Sugiyama (杉山 祥子, Sugiyama Sachiko) est une ancienne joueuse japonaise de volley-ball née le 19 octobre 1979 à Oyama-machi, Shizuoka. Elle mesure 1,84 m et jouait au poste de centrale. Elle a totalisé 222 sélections en équipe du Japon.

## Clubs
| Club               | Pays  | De        | À         |
| ------------------ | ----- | --------- | --------- |
| Fujimi High School | Japon |           | 1997-1998 |
| NEC Red Rockets    | Japon | 1998-1999 | 2012-2013 |

## Palmarès

### Équipe nationale
- Championnat d'Asie et d'Océanie (1)
  - Vainqueur : 2007.

### Clubs
- Championnat du Japon (3)
  - Vainqueur : 2000, 2003, 2005.
  - Finaliste : 2002.
- Tournoi de Kurowashiki
  - Finaliste : 2013.